# Wasserball-Weltmeisterschaften 2011
Die Wasserball-Weltmeisterschaften 2011 fanden im Rahmen der Schwimmweltmeisterschaften 2011 in Shanghai, China, vom 16. bis 31. Juli statt. Die insgesamt 96 Spiele (je 48 bei den Männern und den Frauen) wurden im Natatorium ausgetragen.

## Männer
Am Wettbewerb der Männer nahmen 16 Mannschaften teil.
| Gruppe A   | Gruppe B   | Gruppe C  | Gruppe D    |
| ---------- | ---------- | --------- | ----------- |
| Ungarn     | Rumänien   | Kroatien  | USA         |
| Montenegro | Serbien    | Kanada    | Deutschland |
| Kasachstan | Australien | Japan     | Italien     |
| Spanien    | China      | Brasilien | Südafrika   |

### Gruppe A
| Pl. | Team       | Sp. | S | U | N | Tore  | Diff. | Pkt. |
| --- | ---------- | --- | - | - | - | ----- | ----- | ---- |
| 1   | Ungarn     | 3   | 3 | 0 | 0 | 39:26 | +13   | 6    |
| 2   | Montenegro | 3   | 2 | 0 | 1 | 35:23 | +12   | 4    |
| 3   | Spanien    | 3   | 1 | 0 | 2 | 36:26 | +10   | 2    |
| 4   | Kasachstan | 3   | 0 | 0 | 3 | 15:50 | −35   | 0    |

| 18. Juli | Ungarn     | – | Montenegro | 11:10 |
|          | Kasachstan | – | Spanien    | 05:18 |
| 20. Juli | Spanien    | – | Montenegro | 07:09 |
|          | Ungarn     | – | Kasachstan | 16:05 |
| 22. Juli | Ungarn     | – | Spanien    | 12:11 |
|          | Kasachstan | – | Montenegro | 05:16 |

### Gruppe B
| Pl. | Team                | Sp. | S | U | N | Tore  | Diff. | Pkt. |
| --- | ------------------- | --- | - | - | - | ----- | ----- | ---- |
| 1   | Serbien             | 3   | 3 | 0 | 0 | 41:19 | +22   | 6    |
| 2   | Australien          | 3   | 2 | 0 | 1 | 30:27 | +03   | 4    |
| 3   | Rumänien            | 3   | 1 | 0 | 2 | 27:31 | −04   | 2    |
| 4   | Volksrepublik China | 3   | 0 | 0 | 3 | 22:43 | −21   | 0    |

| 18. Juli | Rumänien   | – | Australien | 08:09 |
|          | Serbien    | – | China      | 17:05 |
| 20. Juli | Serbien    | – | Rumänien   | 12:05 |
|          | Australien | – | China      | 12:07 |
| 22. Juli | Serbien    | – | Australien | 12:09 |
|          | Rumänien   | – | China      | 14:10 |

### Gruppe C
| Pl. | Team      | Sp. | S | U | N | Tore  | Diff. | Pkt. |
| --- | --------- | --- | - | - | - | ----- | ----- | ---- |
| 1   | Kroatien  | 3   | 3 | 0 | 0 | 43:16 | +27   | 6    |
| 2   | Kanada    | 3   | 2 | 0 | 1 | 28:25 | +03   | 4    |
| 3   | Japan     | 3   | 1 | 0 | 2 | 25:40 | −15   | 2    |
| 4   | Brasilien | 3   | 0 | 0 | 3 | 25:40 | −15   | 0    |

| 18. Juli | Brasilien | – | Kroatien | 05:14 |
|          | Japan     | – | Kanada   | 05:11 |
| 20. Juli | Kanada    | – | Kroatien | 04:11 |
|          | Brasilien | – | Japan    | 11:13 |
| 22. Juli | Brasilien | – | Kanada   | 09:13 |
|          | Japan     | – | Kroatien | 07:18 |

### Gruppe D
| Pl. | Team               | Sp. | S | U | N | Tore  | Diff. | Pkt. |
| --- | ------------------ | --- | - | - | - | ----- | ----- | ---- |
| 1   | Italien            | 3   | 3 | 0 | 0 | 32:12 | +20   | 6    |
| 2   | Deutschland        | 3   | 2 | 0 | 1 | 31:22 | +09   | 4    |
| 3   | Vereinigte Staaten | 3   | 1 | 0 | 2 | 32:20 | +12   | 2    |
| 4   | Südafrika          | 3   | 0 | 0 | 3 | 12:53 | −41   | 0    |

| 18. Juli | USA       | – | Deutschland | 07:09 |
|          | Italien   | – | Südafrika   | 17:01 |
| 20. Juli | Südafrika | – | Deutschland | 08:16 |
|          | USA       | – | Italien     | 05:08 |
| 22. Juli | USA       | – | Südafrika   | 20:03 |
|          | Italien   | – | Deutschland | 07:06 |

### Platzierungsspiele (Platz 13–16)
Die jeweils Letztplatzierten der Gruppenspiele spielten die Plätze 13 bis 16 aus.
| Qualifikation     |            |   |           |       |
| 24. Juli          | Kasachstan | – | China     | 08:07 |
|                   | Brasilien  | – | Südafrika | 07:04 |
| Spiel um Platz 15 |            |   |           |       |
| 26. Juli          | China      | – | Südafrika | 09:04 |
| Spiel um Platz 13 |            |   |           |       |
| 26. Juli          | Kasachstan | – | Brasilien | 09:07 |

### Qualifikation zum Viertelfinale
Die Qualifikation wurde von den Gruppenzweiten und -dritten der Vorrunde ausgetragen. Die Sieger der Begegnungen qualifizierten sich für das Viertelfinale, die Verlierer spielten um Platz neun bis zwölf.
| 24. Juli | Montenegro | – | Rumänien    | 08:04 |
|          | Spanien    | – | Australien  | 09:08 |
|          | Kanada     | – | USA         | 04:17 |
|          | Japan      | – | Deutschland | 06:08 |

### Platzierungsspiele (Platz 9–12)
Die Plätze 9 bis 12 wurden unter den Verlierern der Viertelfinal-Qualifikation ausgespielt.
| Qualifikation     |            |   |            |       |
| 26. Juli          | Rumänien   | – | Kanada     | 08:12 |
|                   | Australien | – | Japan      | 15:09 |
| Spiel um Platz 11 |            |   |            |       |
| 28. Juli          | Rumänien   | – | Japan      | 15:18 |
| Spiel um Platz 9  |            |   |            |       |
| 28. Juli          | Kanada     | – | Australien | 06:08 |

### Viertelfinale
Die Viertelfinals wurden zwischen den Gruppenersten der Vorrunde und den Siegern der Viertelfinal-Qualifikation ausgetragen.
| 26. Juli | Ungarn   | – | USA         | 09:08 |
|          | Serbien  | – | Deutschland | 09:04 |
|          | Kroatien | – | Montenegro  | 09:06 |
|          | Italien  | – | Spanien     | 10:06 |

### Platzierungsspiele (Platz 5–8)
Die Plätze 5 bis 8 wurden unter den Verlierern der Viertelfinals ausgespielt.
| Qualifikation    |             |   |             |       |
| 28. Juli         | USA         | – | Deutschland | 09:08 |
|                  | Montenegro  | – | Spanien     | 09:10 |
| Spiel um Platz 7 |             |   |             |       |
| 30. Juli         | Deutschland | – | Montenegro  | 5:8   |
| Spiel um Platz 5 |             |   |             |       |
| 30. Juli         | USA         | – | Spanien     | 10:11 |

### Halbfinale
Die Sieger der Viertelfinalspiele bestritten die Halbfinals.
| 28. Juli | Ungarn   | – | Serbien | 14:15 |
|          | Kroatien | – | Italien | 08:09 |

### Finals
Die Sieger der Halbfinals spielten im Finale um den Weltmeistertitel, die Verlierer der Halbfinalspiele bestritten das Spiel um Platz 3.
| Spiel um Platz 3 |         |   |          |       |
| 30. Juli         | Ungarn  | – | Kroatien | 11:12 |
| Finale           |         |   |          |       |
| 30. Juli         | Serbien | – | Italien  | 7:8   |

### Platzierungstabelle
| Platz | Land                | Athleten | Trainer                |
| ----- | ------------------- | --- | ---------------------- |
| 1     | Italien             | Stefano Tempesti (C), Amaurys Pérez, Niccolò Gitto, Pietro Figlioli, Alex Giorgetti, Maurizio Felugo, Niccolò Figari, Valentino Gallo, Christian Presciutti, Deni Fiorentini, Matteo Aicardi, Amaldo Deserti, Giacomo Pastorino                                                 | Alessandro Campagna    |
| 2     | Serbien             | Slobodan Soro, Marko Avramović, Živko Gocić, Vanja Udovičić (C), Miloš Ćuk, Duško Pijetlović, Slobodan Nikić, Milan Aleksić, Nikola Rađen, Filip Filipović, Andrija Prlainović, Stefan Mitrović, Gojko Pijetlović                                                               | Dejan Udovičić         |
| 3     | Kroatien            | Josip Pavić, Damir Burić, Miho Bošković, Nikša Dobud, Maro Joković, Petar Muslim, Frano Karač, Andro Bušlje, Sandro Sukno, Samir Barač (C), Fran Paškvalin, Paulo Obradović, Ivan Buljubašić                                                                                    | Ratko Rudić            |
| 4     | Ungarn              | Viktor Nagy, Miklós Gór-Nagy, Norbert Madaras, Dénes Varga, Márton Szivós, Norbert Hosnyánszky, Gergely Kiss, Zsolt Varga, Dániel Varga, Péter Biros (C), Ádám Steinmetz, Balázs Hárai, Zoltán Szécsi                                                                           | Dénes Kemény           |
| 5     | Spanien             | Iñaki Aguilar, Marío José García Rodríguez, Eric Marsal, Francisco Fernández Miranda, Guillermo Molina (C), Marc Minguell, Marc Roca Barceló, Albert Español, Xavier Vallès, Felipe Perrone, Iván Pérez, Javier García, Daniel López Pinedo                                     | Rafael Aguilar Murillo |
| 6     | Vereinigte Staaten  | Merrill Moses, Peter Varellas, Peter Hudnut, Jeffrey Powers, Adam Wright, Brian Alexander, Ronald Beaubien, Anthony Azevedo (C), Ryan Bailey, Timothy Hutten, Jesse Smith, Shea Buckner, Andrew Stevens                                                                         | Terry Schroeder        |
| 7     | Montenegro          | Denis Šefik, Draško Brguljan, Aleksandar Radović, Damjan Danilović, Nikola Vukčević, Milan Tičić, Filip Klikovać, Nikola Janović (C), Aleksandar Ivović, Darko Brguljan, Antonio Petrović, Predrag Jokić, Miloš Šćepanović                                                      | Petar Porobić          |
| 8     | Deutschland         | Alexander Tchigir, Florian Naroska, Fabian Schrödter, Julian Real, Marko Stamm, Marc Politze (C), Erik Bukowski, Paul Schüler, Tobias Kreuzmann, Moritz Oeler, Andreas Schlotterbeck, Dennis Eidner, Roger Kong                                                                 | Hagen Stamm            |
| 9     | Australien          | Joel Dennerley, Richard Campbell, Timothy Cleland, Mitchell Baird, Robert Maitland, Anthony Martin, Aidan Joseph Roach, Samuel McGregor (C), Aaron Younger, Gavin Woods, Rhys Howden, William Miller, Luke Quinliven                                                            | John Fox               |
| 10    | Kanada              | Robin Randall (C), Constantine Kudaba, Omar Touni, Nicolas Constantin-Bicari, Justin Boyd, Scott Robinson, John Conway, Kevin Graham, Devon Diggle, Dusko Dakic, Oliver Vikalo, Jared McElroy, Dusan Aleksic                                                                    | Dragan Jovanović       |
| 11    | Japan               | Katsuyuki Tanamura, Kan Aoyagi (C), Koji Takei, Shota Hazui, Mitsuaki Shiga, Akira Yanese, Yusuke Shimizu, Atsushi Naganuma, Hiroki Wakamatsu, Yoshinori Shiota, Keigo Okawa, Satoshi Nagata, Naoki Shimizu                                                                     | Hideki Takagi          |
| 12    | Rumänien            | Dragoş Constantin Stoenescu, Cosmin Alexandru Radu (C), Tiberiu Negrean, Nicolae Virgil Diaconu, Andrei Ionut Iosep, Dan Andrei Buşilă, Mihnea Chioveanu, Alexandru Matei Guiman, Dimitri Goanţă, Ramiro Georgescu, Alexandru Ghiban, Kálmán János Kádár, Eduard Mihai Drăguşin | István Kovács          |
| 13    | Kasachstan          | Alexander Schwedow, Sergei Gubarew, Murat Schakenow, Roman Pilipenko, Alexei Panfili, Alexander Fenotschko, Alexander Aksjonow, Rustam Ukmanow, Jewgeni Schiljajew (C), Michail Rudai, Rawil Manafow, Nikita Kokorin, Alexei Demtschenko                                        | Sergei Drosdow         |
| 14    | Brasilien           | Marcelo Chagas, Emilio Vieira, Henrique Miranda, Bernando Gomes, Marcelo Franco, Gustavo Guimarães, Jonas Crivella, Felipe Silva (C), Bernardo Rocha, Ruda Franco, João Felipe Coelho, Danilo Correa, Vinicius Antonelli                                                        | Goran Sablić           |
| 15    | Volksrepublik China | Ge Weiqing, Tan Feihu, Liang Zhongxing, Yu Lijun, Guo Junliang, Pan Ning, Li Bin (C), Wang Yang, Xie Junmin, Li Li, Zhang Chufeng, Dong Tianyi, Wu Honghui | Cai Tianxiong          |
| 16    | Südafrika           | Grant Duane Belcher, Pat McCarthy, Jared Wingate Pearse, Wesley Bohata, Bevan Manson (C), Jason Ray Kyte, Gavin John Kyte, Ryan McKay Bell, Gareth Seth Samuel, Donn Stewart, Adam Kajee, Nicholas Jon Molyneux, Matthew Andrew Chris Kemp                                      | Brad Rowe              |
|       |                     | (C) = Mannschaftskapitän |                        |

## Frauen
Am Wettbewerb der Frauen nahmen 16 Teams teil.
| Gruppe A    | Gruppe B   | Gruppe C     | Gruppe D  |
| ----------- | ---------- | ------------ | --------- |
| Kasachstan  | Usbekistan | Russland     | China     |
| Niederlande | Neuseeland | Brasilien    | Kuba      |
| USA         | Australien | Spanien      | Südafrika |
| Ungarn      | Kanada     | Griechenland | Italien   |

### Gruppe A
| Pl. | Team               | Sp. | S | U | N | Tore  | Diff. | Pkt. |
| --- | ------------------ | --- | - | - | - | ----- | ----- | ---- |
| 1   | Vereinigte Staaten | 3   | 2 | 1 | 0 | 37:18 | +19   | 5    |
| 2   | Niederlande        | 3   | 1 | 2 | 0 | 29:19 | +10   | 4    |
| 3   | Ungarn             | 3   | 1 | 1 | 1 | 37:31 | +06   | 3    |
| 4   | Kasachstan         | 3   | 0 | 0 | 3 | 13:48 | −35   | 0    |

| 17. Juli | Niederlande | – | USA        | 07:07 |
|          | Kasachstan  | – | Ungarn     | 06:21 |
| 19. Juli | Ungarn      | – | USA        | 07:16 |
|          | Niederlande | – | Kasachstan | 13:03 |
| 21. Juli | Niederlande | – | Ungarn     | 09:09 |
|          | Kasachstan  | – | USA        | 04:14 |

### Gruppe B
| Pl. | Team       | Sp. | S | U | N | Tore  | Diff. | Pkt. |
| --- | ---------- | --- | - | - | - | ----- | ----- | ---- |
| 1   | Kanada     | 3   | 3 | 0 | 0 | 43:17 | +26   | 6    |
| 2   | Australien | 3   | 2 | 0 | 1 | 46:16 | +30   | 4    |
| 3   | Neuseeland | 3   | 1 | 0 | 2 | 27:29 | −02   | 2    |
| 4   | Usbekistan | 3   | 0 | 0 | 3 | 14:68 | −54   | 0    |

| 17. Juli | Australien | – | Kanada     | 07:10 |
|          | Neuseeland | – | Usbekistan | 19:06 |
| 19. Juli | Usbekistan | – | Kanada     | 06:22 |
|          | Australien | – | Neuseeland | 12:04 |
| 21. Juli | Australien | – | Usbekistan | 27:02 |
|          | Neuseeland | – | Kanada     | 04:11 |

### Gruppe C
| Pl. | Team         | Sp. | S | U | N | Tore  | Diff. | Pkt. |
| --- | ------------ | --- | - | - | - | ----- | ----- | ---- |
| 1   | Griechenland | 3   | 3 | 0 | 0 | 27:22 | +05   | 6    |
| 2   | Russland     | 3   | 2 | 0 | 1 | 38:18 | +20   | 4    |
| 3   | Spanien      | 3   | 1 | 0 | 2 | 29:32 | −03   | 2    |
| 4   | Brasilien    | 3   | 0 | 0 | 3 | 16:38 | −22   | 0    |

| 17. Juli | Brasilien    | – | Russland     | 04:15 |
|          | Griechenland | – | Spanien      | 10:09 |
| 19. Juli | Spanien      | – | Russland     | 08:18 |
|          | Brasilien    | – | Griechenland | 08:11 |
| 21. Juli | Brasilien    | – | Spanien      | 04:12 |
|          | Griechenland | – | Russland     | 06:05 |

### Gruppe D
| Pl. | Team                | Sp. | S | U | N | Tore  | Diff. | Pkt. |
| --- | ------------------- | --- | - | - | - | ----- | ----- | ---- |
| 1   | Italien             | 3   | 3 | 0 | 0 | 40:15 | +25   | 6    |
| 2   | Volksrepublik China | 3   | 2 | 0 | 1 | 50:21 | +19   | 4    |
| 3   | Kuba                | 3   | 0 | 1 | 2 | 19:40 | −21   | 1    |
| 4   | Südafrika           | 3   | 0 | 1 | 2 | 16:49 | −33   | 1    |

| 17. Juli | Italien   | – | Kuba      | 12:04 |
|          | Südafrika | – | China     | 05:22 |
| 19. Juli | Italien   | – | Südafrika | 18:02 |
|          | China     | – | Kuba      | 19:06 |
| 21. Juli | Südafrika | – | Kuba      | 09:09 |
|          | Italien   | – | China     | 10:09 |

### Platzierungsspiele (Platz 13–16)
Die jeweils Letztplatzierten der Gruppenspiele spielten die Plätze 13 bis 16 aus.
| Qualifikation     |            |   |            |       |
| 23. Juli          | Kasachstan | – | Usbekistan | 14:13 |
|                   | Brasilien  | – | Südafrika  | 10:09 |
| Spiel um Platz 15 |            |   |            |       |
| 25. Juli          | Usbekistan | – | Südafrika  | 05:06 |
| Spiel um Platz 13 |            |   |            |       |
| 25. Juli          | Kasachstan | – | Brasilien  | 09:05 |

### Qualifikation zum Viertelfinale
Die Qualifikation wurde von den Gruppenzweiten und -dritten der Vorrunde ausgetragen. Die Sieger der Begegnungen qualifizierten sich für das Viertelfinale, die Verlierer spielten um Platz neun bis zwölf.
| 23. Juli | Niederlande | – | Neuseeland | 14:06 |
|          | Ungarn      | – | Australien | 09:10 |
|          | Russland    | – | Kuba       | 26:04 |
|          | Spanien     | – | China      | 06:15 |

### Platzierungsspiele (Platz 9–12)
Die Plätze 9 bis 12 wurden unter den Verlierern der Viertelfinal-Qualifikation ausgespielt.
| Qualifikation     |            |   |         |       |
| 25. Juli          | Neuseeland | – | Kuba    | 10:11 |
|                   | Ungarn     | – | Spanien | 17:13 |
| Spiel um Platz 11 |            |   |         |       |
| 27. Juli          | Neuseeland | – | Spanien | 07:15 |
| Spiel um Platz 9  |            |   |         |       |
| 27. Juli          | Kuba       | – | Ungarn  | 07:12 |

### Viertelfinale
Die Viertelfinals wurden zwischen den Gruppenersten der Vorrunde und den Siegern der Viertelfinal-Qualifikation ausgetragen.
| 25. Juli | USA          | – | Russland    | 07:09 |
|          | Griechenland | – | Niederlande | 12:10 |
|          | Italien      | – | Australien  | 14:12 |
|          | Kanada       | – | China       | 07:09 |

### Platzierungsspiele (Platz 5–8)
Die Plätze 5 bis 8 wurden unter den Verlierern der Viertelfinals ausgespielt.
| Qualifikation    |             |   |             |       |
| 27. Juli         | USA         | – | Kanada      | 08:04 |
|                  | Niederlande | – | Australien  | 07:12 |
| Spiel um Platz 7 |             |   |             |       |
| 29. Juli         | Kanada      | – | Niederlande | 07:08 |
| Spiel um Platz 5 |             |   |             |       |
| 29. Juli         | USA         | – | Australien  | 05:10 |

### Halbfinale
Die Sieger der Viertelfinalspiele bestritten die Halbfinals.
| 27. Juli | Griechenland | – | Italien | 14:11 |
|          | Russland     | – | China   | 12:13 |

### Finals
Die Sieger der Halbfinals spielten im Finale um den Weltmeistertitel, die Verlierer der Halbfinalspiele bestritten das Spiel um Platz 3.
| Spiel um Platz 3 |          |   |              |       |
| 29. Juli         | Russland | – | Italien      | 08:07 |
| Finale           |          |   |              |       |
| 29. Juli         | China    | – | Griechenland | 08:09 |

### Platzierungstabelle
| Platz | Land                | Athletinnen | Trainer                 |
| ----- | ------------------- | --- | ----------------------- |
| 1     | Griechenland        | Eleni Kouvdou, Christina Tsoukala, Antiopi Melidoni, Ilektra Maria Psouni, Kyriaki Liosi, Alkisti Avramidou, Alexandra Asimaki, Antigoni Roumbesi, Angeliki Gerolymou, Triantafyllia Manolioudaki, Antonakou Stavroula, Georgia Lara, Eleni Goula                                                                                       | George Morfesis         |
| 2     | Volksrepublik China | Yang Jun, Teng Fei (C), Liu Ping, Sun Yujun, He Jin, Sun Yating, Song Donglun, Chen Yuan, Wang Yi, Ma Huanhuan, Sun Huizi, Zhang Lei, Wang Ying | Juan Jané Giralt        |
| 3     | Russland            | Marija Kowtunowskaja, Nadeschda Fedotowa, Jekaterina Prokofjewa, Sofja Konuch (C), Alexandra Antonowa, Natalja Ryschowa-Alenitschewa, Jekaterina Lissunowa, Jewgenija Sobolewa, Jekaterina Tankejewa, Olga Beljajewa, Jewgenija Iwanowa, Julija Gaufler, Anna Karnauch                                                                  | Alexander Kabanow       |
| 4     | Italien             | Giulia Gorlero, Simona Abbate, Elisa Casanova (C), Francesca Pomeri, Martina Savioli, Allegra Lapi, Marta Colaiocco, Roberta Bianconi, Giulia Enrica Emmolo, Giulia Rambaldi Guidasci, Aleksandra Cotti, Teresa Frassinetti, Elena Gigli                                                                                                | Fabio Conti             |
| 5     | Australien          | Alicia McCormack, Gemma Beadsworth, Sophie Smith, Rebecca Rippon, Jane Moran, Bronwen Knox, Rowena Webster, Kate Gynther (C), Glencora Ralph, Holly Jane Lincoln Smith, Melissa Rippon, Nicola Zagame, Victoria Jayne Brown | Greg McFadden           |
| 6     | Vereinigte Staaten  | Elizabeth Armstrong, Heather Petri, Melissa Seidemann, Brenda Villa (C), Lauren Wenger, Maggie Steffens, Courtney Mathewson, Jessica Steffens, Elsie Windes, Kelly Rulon, Annika Dries, Tumua Anae | Adam Krikoryan          |
| 7     | Niederlande         | Ilse van der Meijden, Miloushka Yasemin Smit (C), Frederike Cabout, Biurakn Hakhverdian, Sabrina van der Sloot, Nomi Stomphorst, Iefke van Belkum, Robbin Remers, Jantien Cabout, Nienke Vermeer, Lieke Claassen, Simone Koot, Anne Heinis                                                                                              | Mauro Maugeri           |
| 8     | Kanada              | Rachel Riddell, Krystina Alogbo (C), Katrina Monton, Emily Csikos, Joëlle Békhazi, Whitney Genoway, Stephanie Valin, Dominique Perreault, Monika Eggens, Christine Robinson, Tara Campbell, Marina Radu, Marissa Janssens | Patrick Oaten           |
| 9     | Ungarn              | Orsolya Kasó, Dóra Czigány, Dóra Antal, Anna Illés, Gabriella Szűcs, Orsolya Takács, Rita Drávucz (C), Rita Keszthelyi, Ildikó Tóth, Barbara Bujka, Rita Poszkoli, Katalin Menczinger, Edina Gangl | András Merész           |
| 10    | Kuba                | Mairelis Lisandra Zunzunegui Mórgan (C), Daniela Santos Escalona, Yeliana Caridad Bravo Curró, Hirovis Hernández Consuegra, Danay Gutiérrez Moré, Mayelin Bernal Villa, Yanet López Hernández, Yadira Oms Barroso, Dayana Morales Marrero, Yordanka Pujol Palacio, Lisbeth Santana Sosa, Neldys Truffin Abréu, Arisney Ramos Betancourt | Francisco Trueba Veitía |
| 11    | Spanien             | Ana María Copado Amorós, Blanca Gil Sorlí, Anna Espar i Llaquet, Helena Lloret i Gómez, Matilde Ortiz Reyes, Paula Chillida i Esforzado, Lorena Miranda Dorado, María del Pilar Peña Carrasco, Andrea Blas Martínez, Ona Meseguer, María del Carmen García Godoy, Marta Bach i Pascual, Laura Ester Ramos                               | Miguel Ángel Oca        |
| 12    | Neuseeland          | Carina Harache, Emily Laura Cox (C), Kelly Fiona Mason, Danielle Marie Lewis, Amy Bettina Logan, Alexandra Rose Boyd, Ashley Elizabeth Smallfield, Lauren Jane Sieprath, Johanna Helena Theelen, Casie Lauren Bowry, Kirsten Patricia Hudson, Alexandra Jasmine Myles, Brooke Ali Millar                                                | Eelco Uri               |
| 13    | Kasachstan          | Galina Rytowa (C), Ljudmila Tschegodajewa, Aischan Akylbajewa, Anna Turowa, Kamila Sakirowa, Kamila Marina, Natalja Alexandrowa, Darja Wassiljewa, Agata Tnaschewa, Marina Grizenko, Jelena Tschebotowa, Assem Mussarowa, Jelena Starodubzewa                                                                                           | Ryan Castle             |
| 14    | Brasilien           | Tess Oliveira, Cecilia Canetti, Marina Zablith, Marina Canetti, Mirella Coutinho, Izabella Chiappini, Cristina Beer (C), Luiza Carvalho, Fernanda Lissoni, Gabriela Gozani, Maria Barbara Amaro, Gabriela Dias, Manuela Canetti | Roberto Chiappini       |
| 15    | Südafrika           | Leigh Maarschalk, Kimberly Patricia Schmidt, Kimberly Kay, Shelley Kirsty Faulmann, Megan Catherine Schooling, Laura Marie Barrett, Christine Joan Barretto, Lee Anne Keet, Delaine Monique Christian, Sarah Lee Harris, Nicolette Poulos (C), Kelsey White, Jemma Dendy Young                                                          | Mark Evans              |
| 16    | Usbekistan          | Jelena Duchanowa, Diana Dadabajewa, Alexandra Sarantscha, Jessenija Piftor, Jewgenija Iwanowa, Lilija Umarowa, Natalja Pljussowa (C), Anna Schtscheglowa, Ramilja Halikowa, Jekaterina Morosowa, Anastassija Ossipenko, Anna Pljussowa, Guselja Hamitowa                                                                                | Akbar Sadikow           |
|       |                     | (C) = Mannschaftskapitänin |                         |